# Комарівський ботанічний заказник
Комарі́вський зака́зник — ботанічний заказник місцевого значення в Україні. Розташований у межах Бережанської міської громади Тернопільського району Тернопільської області, на південь від села Комарівка.
Площа — 46,9 га. Створений відповідно до рішення Тернопільської обласної ради від 18 березня 1994 року зі змінами, затвердженими рішенням Тернопільської обласної ради від 27 квітня 2001 року № 238. Перебуває у віданні селянської спілки «Шибалинська».
Під охороною — лучно-степове різнотрав'я. Особливо цінні — первоцвіт весняний — лікарська сировина. Місце оселення корисної ентомофауни.
У 2010 р. увійшов до складу заказника місцевого значення «Звіринець».